# Wimpassing an der Leitha
Wimpassing an der Leitha (węg. Vimpác, burg.-chor. Vimpas) – gmina w Austrii, w kraju związkowym Burgenland, w powiecie Eisenstadt-Umgebung, nad rzeką Litawa. Liczy 1,38 tys. mieszkańców (1 stycznia 2014).